# یواس‌اس سیلیکا (آی‌ایکس-۱۵۱)
یواس‌اس سیلیکا (آی‌ایکس-۱۵۱) (به انگلیسی: USS Silica (IX-151)) یک کشتی بود که طول آن ۳۶۶ فوت ۴ اینچ (۱۱۱٫۶۶ متر) بود. این کشتی در سال ۱۹۴۳ ساخته شد.